# NGC 1701
NGC 1701 este o galaxie spirală situată în constelația Dalta. A fost descoperită în 6 noiembrie 1834 de către John Herschel.